# 9319 Hartzell
9319 Hartzell eller 1988 RV11 är en asteroid i huvudbältet som upptäcktes den 14 september 1988 av den amerikanska astronomen Schelte J. Bus vid Palomarobservatoriet. Den är uppkallad efter Christine M. Hartzell.
Asteroiden har en diameter på ungefär 5 kilometer.